# Simon Ludders
Simon Ludders es un actor británico conocido por su papel protagónico de Renfield en El joven Drácula, una serie de CBBC que fue estrenada en 2006 y finalizó en 2014.
También interpretó a Trevor Smith en Broadchurch y apareció como Mr Swan en la miniserie Becoming Human.
Aparte de aparecer en televisión y series, Ludders es un actor de teatro. En octubre de 2014 hizo el papel de Banquo en Macbeth, de William Shakespeare en el Mercury Theatre.
Ludders ha aparecido en la quinta temporada de The Dumping Ground, un spin-off de la franquicia Tracy Beaker con el papel de Peter Umbleby.

## Filmografía

### Como actor

#### Películas
| Año  | Título                        | Papel              | Notas        |
| ---- | ----------------------------- | ------------------ | ------------ |
| 1996 | Darklands                     | Segundo policía    |              |
| 1997 | Motor Driving Made Easy       | Elliot             | Cortometraje |
| 2002 | Three Big Words               |                    | Cortometraje |
| 2003 | Las chicas del calendario     | Camarero           |              |
| 2005 | The Last Child of the Sixties | Gary Phelps        | Cortometraje |
| 2015 | Missed Call                   | Waiter             | Cortometraje |
| 2018 | Red Joan                      | Capitán de la nave |              |

#### Televisión
| Año        | Título                                   | Papel                                   | Notas                                 |
| ---------- | ---------------------------------------- | --------------------------------------- | ------------------------------------- |
| 1994       | Shakespeare: The Animated Tales          | Roderigo                                | Episodio: Othello                     |
| 1996       | Wales Playhouse                          | Rhys                                    | Episodio: Every Cloud                 |
| 1996       | Testament: The Bible in Animation        | Simeon/Mayordomo                        | Episodio: Joseph                      |
| 1997       | Harpur and Iles                          | Encargado de banco                      | Película de televisión                |
| 1999       | Lucky Bag                                |                                         | Serie de televisión                   |
| 1999–2016  | Casualty                                 | Corp Burridge/Paul Bamford/Chris Dunham | 4 episodios                           |
| 2000       | The Magic Paintbrush: A Story from China | Henchman (voz)                          | Cortometraje (televisión)             |
| 2000       | Care                                     | Empleado de la Corte                    | Película de televisión                |
| 2002       | El show de Basil Brush                   | Vermokiller                             | Episodio: Mouse                       |
| 2002       | The Story of Tracy Beaker                | Brian Gee                               | Episodio: Child of the Week           |
| 2002       | High Hopes                               | Vicar                                   | Episodio: Heavens Above!              |
| 2002       | I'm Alan Partridge                       | Constructor                             | 3 episodios                           |
| 2003–04    | My Family                                | Profesor                                | 2 episodios                           |
| 2004       | The Bill                                 | Danny Partridge                         | Episodio: 207                         |
| 2004       | Tunnel of Love                           | Oficial de educación                    |                                       |
| 2006, 2017 | Doctor Who                               | Paciente                                | 2 episodios                           |
| 2006       | Green Wing                               | Detective                               | 1 episodio                            |
| 2008       | Belonging                                | Mr. Smith                               | 1 episodio                            |
| 2008       | Wire in the Blood                        |                                         | Episodio: The Dead Land: Part 2       |
| 2009       | Scoop                                    | Sid The Source                          | 13 episodios                          |
| 2009       | The Green Green Grass                    | Ian                                     | Episodio: The Departed                |
| 2009–2011  | Gigglebiz                                | varios                                  | 16 episodios                          |
| 2010       | Rock & Chips                             | Mr. Manley                              | Piloto                                |
| 2010       | New Tricks                               | Richard – MI5                           | Episodio: Left Field                  |
| 2011       | Becoming Human                           | Mr Swan                                 | 5 episodios                           |
| 2013       | Broadchurch                              | Trevor Smith                            | 6 episodios                           |
| 2006–2014  | El joven Drácula                         | Renfield                                | 66 episodios                          |
| 2014       | Playhouse Presents                       | Mr. Wicks                               | Episodio: Damned                      |
| 2014       | Doctors]]                                | Luke Jarvis                             | Episodio: More Like Clouds Than Stars |
| 2015       | Impecable                                | Peter Marshall-Edwards                  | 2 episodios                           |
| 2015       | Boy Meets Girl                           | Camarefo                                | Episodio: Episodio #1.1               |
| 2016       | Stella                                   | Reverendo Watts                         | Episodio: Episodio #5.9               |
| 2016       | The Five                                 | Joe Hanley                              | Episodio: Episodio #1.3               |
| 2017       | The Dumping Ground                       | Peter Umbleby                           | 6 episodios                           |
| 2017       | Back                                     | Trevor Ellis                            | Episodio: Episodio #1.2               |

### Como escritor, productor y director
| Año  | Título                        | En calidad de                  | Notas        |
| ---- | ----------------------------- | ------------------------------ | ------------ |
| 2005 | The Last Child of the Sixties | escritor, director y productor | Cortometraje |

| Año       | Título               | En calidad de | Notas                            |
| --------- | -------------------- | ------------- | -------------------------------- |
| 1999      | Lucky Bag            | escritor      | Serie de televisión              |
| 2001      | TV to Go             | escritor      | Serie de televisión              |
| 1999–2016 | Armstrong and Miller | escritor      | Serie de televisión, 3 episodios |
| 2017      | Gigglebiz            | escritor      | Serie de televisión, 2 episodios |
| 2011      | Tati's Hotel         | escritor      | Serie de televisión, 2 episodios |
| 2013–2016 | Stella               | escritor      | Serie de televisión, 9 episodios |